# Johann Amman (Mediziner)

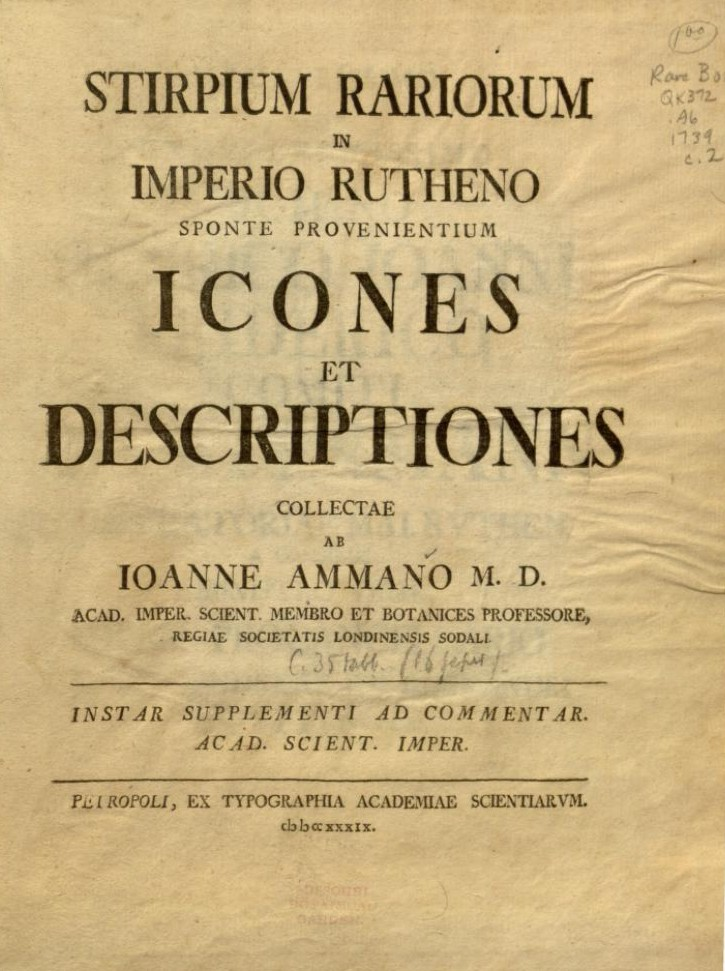
Titelblatt von Stirpium rariorum

Johann Amman,  auch Johannes, russisch Иоганн Амман (* 22. Dezember 1707 in Schaffhausen; † 14. Dezember 1740 oder 4. Dezember 1741, auch 1742. in St. Petersburg) war ein Schweizer Arzt und Botaniker. Sein offizielles botanisches Autorenkürzel lautet „Amman“.

## Leben
Der Sohn des Physikers Johann Jakob Amman studierte von 1727 bis 1729 Medizin und Botanik an der Universität Leiden, wo er zum Dr. med. promoviert wurde. 1730 wurde er Aufseher des Museums von Hans Sloane in London. Von 1733 bis 1740 wirkte er als Professor für Botanik und Naturgeschichte an der Kaiserlich Russischen Akademie der Wissenschaften in St. Petersburg. Ab 1731 war er Mitglied der Royal Society of London. Amman legte 1736 in St. Petersburg den akademischen Botanischen Garten an. Zudem hinterließ er ein umfangreiches Herbar, das nach seinem Tode von der Akademie erworben wurde.
Ammann hat außer kleineren Abhandlungen eine sorgfältige kritische Darstellung seltener russischer Pflanzen mit guten Abbildungen begonnen und als Fragment hinterlassen.

## Schriften
- Stirpium rariorum in Imperio Ruthenico sponte provenientium icones et descriptiones. Petersburg 1739 (online).